# Språk i Namibia

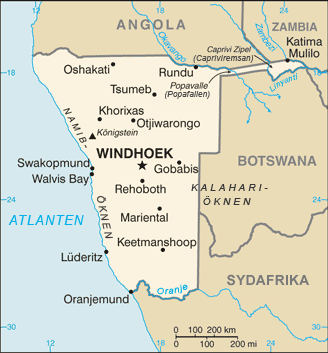
Karta över Namibia.

I Namibia talas huvudsakligen språk ur tre språkfamiljer: indoeuropeiska, khoisanspråk och Niger-Kongo-språk (i form av bantuspråk). Av de nuvarande talade språken har khoisanspråken talats längst i området. Bantuspråken trängde in i norra Namibia under den senare halvan av årtusendet före vår tideräkning, medan de indoeuropeiska kom med kontakten med européerna och kolonialismen. Engelska är sedan självständigheten 1990 landets enda officiella språk.
Uppskattningar om antalet språk som talas i Namibia varierar mellan tio och trettio, beroende på hur man räknar och definierar språken, men tretton används i undervisningen i Namibia. Vissa språk eller dialekter har god inbördes förståelse när de talas, men eftersom de fått sitt skriftspråk genom att nedtecknas av olika missionärsgrupper eller kolonialmakter, kan ortografin variera.

## Talare och geografisk utbredning

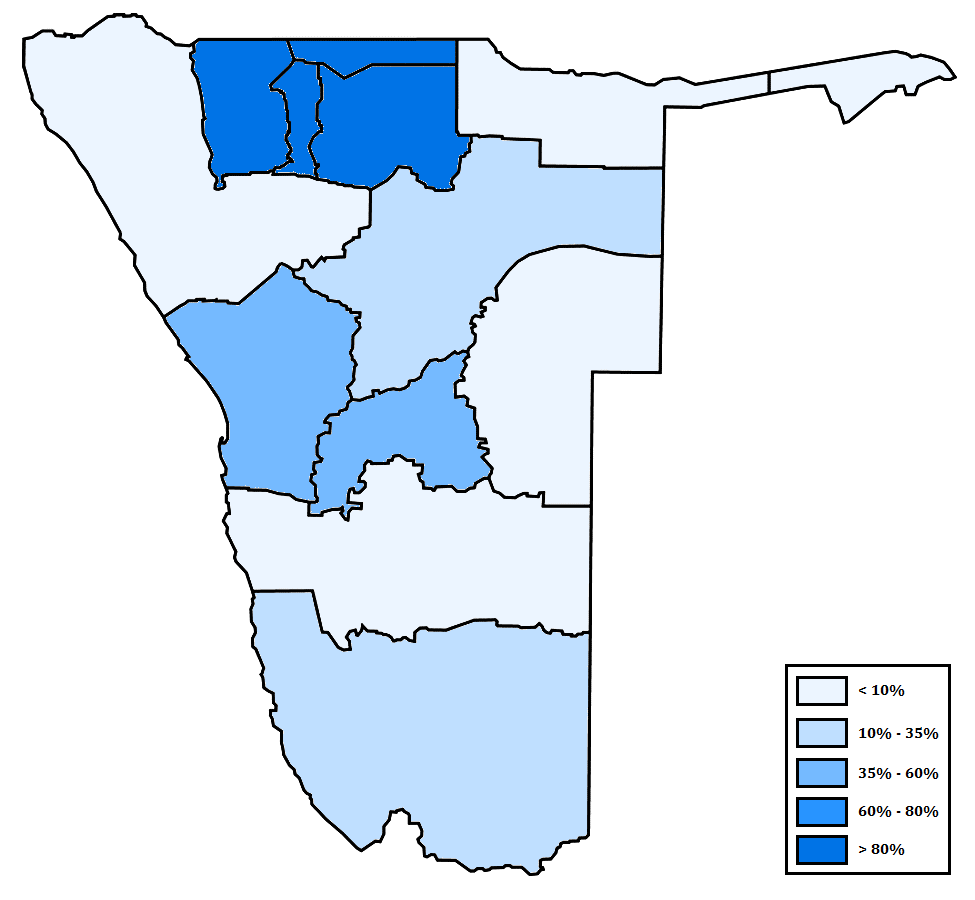
Oshiwambotalarnas utbredning i Namibia.

Bantuspråken talas fortfarande huvudsakligen i norra Namibia, med khoisanspråken något längre söderut och ett betydande antal afrikaanstalare i mellersta Namibia, koncentrerade runt huvudstaden Windhoek. Till skillnad från övriga indoeuropeiska språk talas afrikaans som modersmål inte bara av ättlingar till inflyttade européer, utan även av andra grupper.
Omkring 700 000 namibier beräknas tala oshiwambo, som antingen kan betraktas som en grupp närbesläktade dialekter eller en grupp närbesläktade språk. Det största khoisanspråket är khoekhoegowab, eller nama, som det också kallas, som år 2000 uppskattades ha något fler än 170 000 talare, följt av ju/’hoan, som vid samma tidpunkt hade runt 30 000 modersmålstalare.
De viktigaste indoeuropeiska språken i landet är tyska, afrikaans och engelska. Det finns även spår av portugisiska.

## Officiellt språk
Namibias nuvarande officiella språk är engelska, trots att få i landet talar det som modersmål. Det är färre än de som har tyska som modersmål, ett språk som i sin tur har betydligt färre modersmålstalare än afrikaans.
Såväl tyska som afrikaans betraktas dock av många namibier som förtryckarspråk. Namibia var en tysk koloni fram tills 1915, när landet på brittisk begäran invaderades av Sydafrika och på så sätt kom att bli en del av det apartheidsystem som lyfte fram afrikaans.
Efter självständighetskampen på åttiotalet kom man att lyfta fram engelskan som ett alternativ, eftersom det inte var kopplat till de tidigare negativa upplevelserna. På så sätt har engelska blivit ett allt viktigare språk i Namibia i formella eller skrivna sammanhang.
Liksom i många andra afrikanska länder har man velat undvika att lyfta fram ett inhemskt språk framför de andra i rädsla för att det skall leda till konflikter, och en flerspråkslösning i stil med den som finns i grannlandet Sydafrika har aldrig diskuterats närmare.

## Språkpolicy
Namibisk språkpolicy håller alla språk, med undantag för den officiella engelskan, för likvärdiga. Tretton språk används dock i undervisning på grundskolenivå, till och med tredje klass som undervisningsspråk och därefter som godkända ämnen. Listan består av åtta bantuspråk (oshikwanyama, oshidonga, otjiherero, rugciriku, rukwangali, thimbukushu, silozi och setswana, varav de två första kan räknas som oshiwambovarianter), två khoisanspråk (khoekhoegowab och ju/’hoan) samt de tre stora kolonialspråken afrikaans, tyska och engelska.
Hur väl det fungerar i praktiken varierar emellertid. Ju/’hoan användes år 2000 inte som undervisningsspråk vid någon offentlig skola, undervisades inte i längre än till tredje klass och gick inte att studera vid universitetet i Namibia eller som en del av lärarutbildningen. Khoekhoegowab, däremot, fanns som ämne upp till tionde klass (men inte i elfte eller tolfte) och fanns även som ämne vid universitetet. Även khoekhoegowabtalarna anser att man inte satsat tillräckligt mycket på deras språk, utan ägnat för mycket uppmärksamhet åt bantuspråken.